# Ялботина
 Тази статия е за селото в Бурела.  За селото в Пиротско вижте Ялботина (община Пирот).  
Ялботина (понякога наричано и Яблотина) е село в Западна България. То се намира в Община Драгоман, Софийска област.
През 2012 година е построена черква в селото, посветена на светите апостоли Петър и Павел. Храмът е осветен на 1-ви септември от Знеполски епископ Йоан, викарий на Софийския митрополит.

## География
Село Ялботина се намира в полите на планина Завалска и по поречието на река Габерска в историко-географската област Бурел. Селото е разположено в близост до българо-сръбската граница, на около 15 км южно от село Калотина, край което се намира граничният контролно-пропускателен пункт Калотина. Ялботина отстои на около 10 км югозападно от гр. Драгоман, на около 16 км западно от гр. Сливница, на около 34 км северозападно от гр. Перник и на около 45 км северозападно от столицата София.
Ялботина се намира в историко-географската област Бурел, обхваща Западна България и Източна Сърбия, позната още като Западните покрайнини.
Селото е разположено на надморска височина от 678 м. Климатът е умереноконтинентален. Лятото е горещо, а зимата хладна. Наблюдават се отрицателни стойности на средната януарска температура от около - 2,5 С и средни юлски температури от около 18,4 С. Количеството на валежите е малко.

## Население
По данни от първото преброяване на населението в Княжество България, през 1880 година в с. Ялботина живеят 203 жители.
| 1880       | 203 |
| 1892       | 249 |
| 1900       | 301 |
| 1910       | 339 |
| 1929       | 370 |
| 1934       | 430 |
| 1946       | 351 |
| 1956       | 355 |
| 1965       | 280 |
| 1975       | 192 |
| 1985       | 132 |
| 1992       | 86  |
| 2001       | 82  |
| 2011       | 49  |
| Източници: |     |

## Личности
- Методи Йончев – Цокар (1902-1981) – писател и дисидент

- Герасим Иванов – инженер, ценен заради приноса си към създаването на съвременна Куба